# Jean-Jacques Desandrouin
Pour les articles homonymes, voir Desandrouin.
Jean-Jacques Desandrouin, très souvent nommé Jacques Desandrouin (ou Désandrouin ou Désandrouins ou encore De Sandrouin, parfois même des Androuins), né le 25 mai 1681 à Lodelinsart (actuelle Belgique) et mort en ce même lieu le 16 novembre 1761, est un maître de verrerie, de forges et de houillères. Fondateur de la Compagnie des mines d'Anzin, il est un des premiers entrepreneurs du charbon français. Il fut également bailli de Charleroi.

## Biographie

### Ascendance
Jean-Jacques Desandrouin descend en ligne directe, à la huitième génération, de Jean Warin Desandrouin, gentilhomme du bailliage de Clermont, au duché de Bar, qui vivait vers 1600, et de Nicole de Guibour
Jacques est fils de Gédéon Desandrouin, seigneur d'Heppignies, de Lodelinsart, et de Longbois, et de Marie de Condé (fille de Jean de Condé), l'un et l'autre morts à Lodelinsart, près de Charleroi, en Belgique actuelle. Gédéon a été créé vicomte par l'empereur d'Autriche le 14 novembre 1733, et fait membre de l'État noble de Namur.

### Carrière

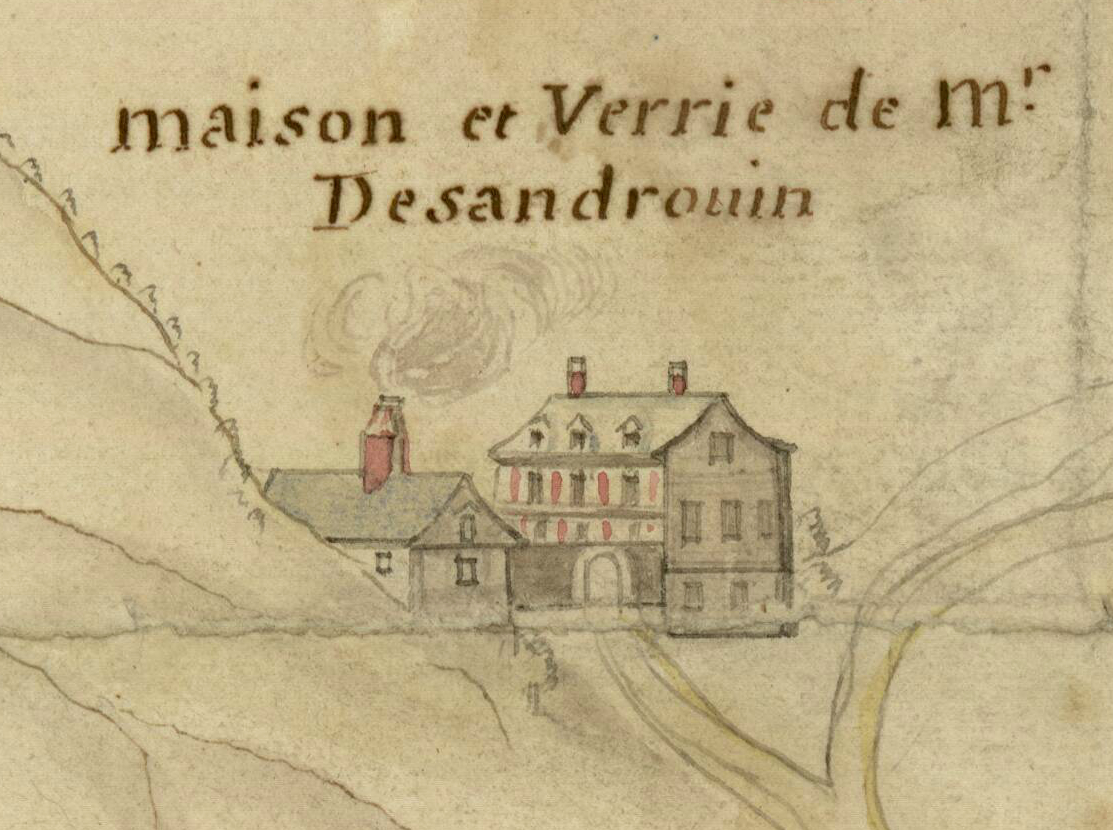
Maison et verrerie de Desandrouin. Extrait d'un plan figuratif du village de Lodelinsart en 1722.

Jacques Desandroin est né à Lodelinsart, le 25 mai 1682, vicomte, après son père, bailli héréditaire de Charleroi, seigneur d'Heppignies, de Lodelinsart, de Castillon, de Longbois, et de Villers-sur-Lesse, membre l'État noble de Namur. Jacques Desandrouin sert cependant en France en qualité de capitaine de dragons dans le régiment de Flavacour, et postérieurement, comme capitaine, à la suite de Valenciennes. À la même époque, son frère Pierre, a une verrerie à Fresnes-sur-Escaut. Jacques, propriétaire du château de ce village, aujourd'hui nommé le Château des Douaniers, l'habite pendant l'été. C'est dans ces circonstances, et avec des relations de bon voisinage avec Pierre Taffin, que vient la détermination de Jacques de chercher ici le combustible qu'il faisait déjà exploiter dans ses domaines de Belgique.
Pierre et Christophe Mathieu, fils de Jacques Mathieu, premier directeur des mines de Fresnes, et, après eux, le subdélégué de l'intendant, à Valenciennes, montrent Jacques Desandrouin obtenant une concession sous de nom de Desaubois, et se mettant à la tête d'une compagnie qui est venue chercher la houille dans le Hainaut français. Les mémoires de sa compagnies, et tous les auteurs après eux, affirment qu'il a été l'auteur du projet de cet établissement, dans lequel il a mis plus de 100 000 écus. Gédéon Desandrouin obtient deux ans avant de mourir, en 1733, le titre de vicomte.

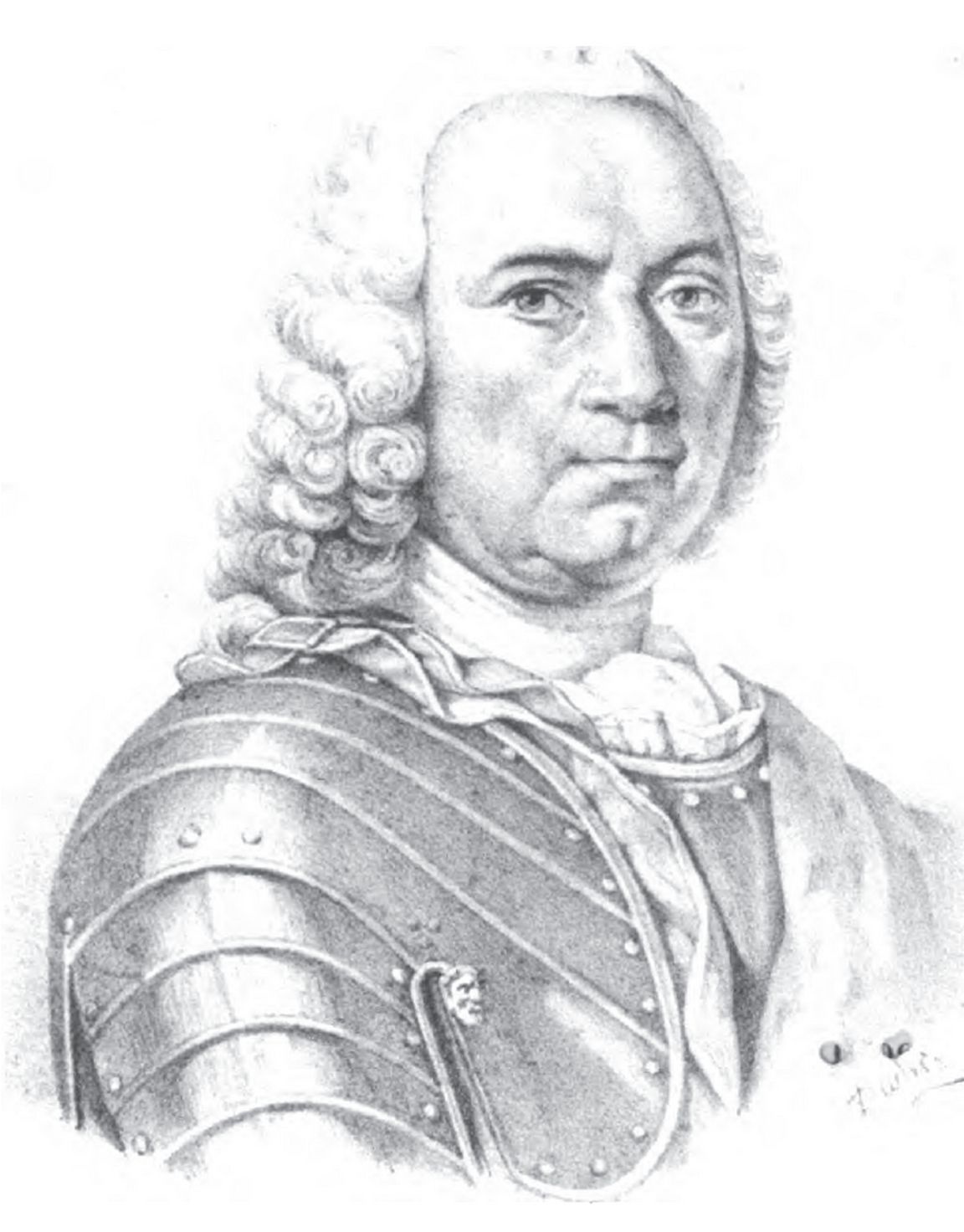
Portait de Jacques Desandouin.

Jacques Desandrouin est décrit comme ayant « une connaissance particulière des mines et la manière de les exploiter, et la prudence de ne prendre avec lui que des personnes intelligentes et expérimentées... il a été présent aux opérations nuit et jour, il s'y est adonné avec une application singulière ». Il est « aussi expérimenté qu'intelligent dans la recherche, la découverte, et l'exploitation des mines de charbon de terre ». D'après M. Morand, qui l'a personnellement connu, le vicomte Desandrouin « vieillard aimable et respectable, n'a besoin que d'être nommé. L'avantage qu'a retiré, une de nos provinces entières de son expérience consommée dans tout ce qui concerne la houillerie est assez frappant pour lui mériter le titre de Bienfaiteur du Hainaut français ». On peut voir, dans le journal économique de 1752, les détails des travaux de la fosse du Pavé « qui doivent rendre la mémoire de M. Desandrouin immortelle dans le Hainaut ». D'après Pajot Descharmes, « il joignait, à une grande fortune, des connaissances très étendues sur l'art des mines » ; « le zèle qui l'animait pour le bonheur de son pays était bien connu ». D'après M. de Bonnard, il a atteint son but « après avoir été plusieurs fois abandonné par ses associés et obligé de former de nouvelles compagnies, après avoir lui-même sacrifié à cette entreprise une grande partie de sa fortune.

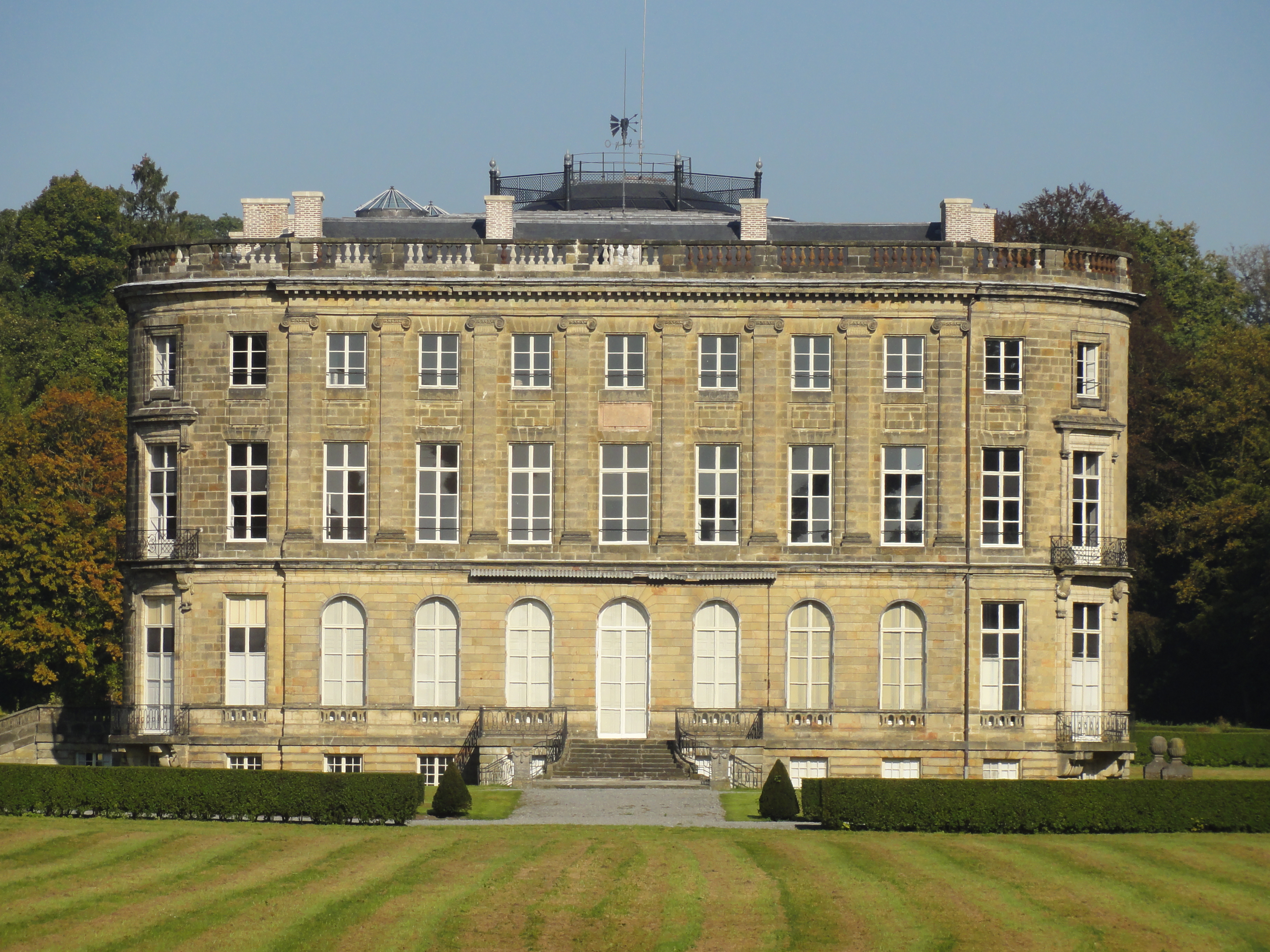
Le château de l'Hermitage, à Condé-sur-l'Escaut, où a été fondée la Compagnie d'Anzin en 1757.

Jacques Desandrouin a été en quelque sorte et pour ainsi dire chef et moteur de la Société Desaubois puis de la Société Desandrouin-Taffin qui ont fait la découverte de la houille à Fresnes-sur-Escaut à la fosse Jeanne Colard et à Anzin à la fosse du Pavé. C'est également à Jacques Desandrouin que l'on doit la découverte du charbon à Vieux-Condé. Il a lutté avec tant de vigueur contre les concurrents que ça a entraîné ses succès, si bien qu'il a été placé le premier sur la liste des régisseurs de la Compagnie des mines d'Anzin. Il a parfois déployé un esprit d'envahissement et de monopole. Édouard Grar dit en 1850 que « la rare persévérance, le courage à toute épreuve dont il était doué, joints à un incontestable mérité, sont en quelque sorte inséparable d'un esprit d'autant plus dominateur qu'il a le sentiment de sa force et de sa supériorité ». En 1756, sa société n'a jamais cessé de prospérer, emploie 1 500 ouvriers et utilise cinq machines à feu Newcomen,.
C'est le 19 novembre 1757 qu'est créée la Compagnie des mines d'Anzin par la fusion des intérêts rivaux. Il faut dire que les relations étaient très tendues entre Jean-Jacques Desandrouin et Augustin-Marie Le Danois, marquis de Cernay, qui a fondé une société rivale en 1754 avec Pierre-Joseph Laurent, dans le but d'exploiter des fosses près de celles ouvertes par la Société Desandrouin-Taffin. La première concession de la Compagnie des mines d'Anzin lui est accordée en mai 1759. 
Jacques Desandrouin, comme s'il avait accompli sa tâche, meurt deux ans plus tard, le 16 novembre 1761, à Lodelinsart, où il est né, et où il est enterré, dans le chœur de l'église paroissiale. Un tombeau, qu'Édouard Grar rapporte comme n'existant plus au milieu du XIXe siècle, est élevé en sa mémoire. Hervé Hasquin rapporte que « Les Desandrouin sont le symbole parfait de ce que furent ces hommes d'affaires géniaux et parfois peu scrupuleux, qui transformèrent de fond en comble la région de Charleroi ».

### Vie privée et descendance
Jacques Desandrouin épouse le 12 août 1736 Jourdaine-Magdeleine-Julie Le Tirant de Villers, fille du marquis de Villers, chevalier de Saint-Louis, et capitaine d'infanterie, et de Marie Anne de Jouenne d'Esgrigny. Elle meurt le 27 mars 1805.
De cette union sont nés sept enfants, soit quatre fils et trois filles :
- Jean-Marie Stanislas Desandrouin,
- Pierre-Alexandre Desandrouin,
- François-Joseph-Théodore Desandrouin,
- Pierre-Benoît Desandrouin,
- Magdeleine-Sophie Desandrouin, morte baronne de Briffeuil,
- Françoise-Joseph Desandrouin, morte comtesse d'Espinois,
- Joseph-Émilie Desandrouin, morte baronne d'Osquercq[GC 5].

Des enfants de Jacques Desandrouin, quatre sont morts, comme Jean-Marie Stanislas, sans postérité : Alexandre, François-Théodore, Magdeleine-Sophie, et Joseph-Émilie, baronne d'Osquercq. Françoise-Joseph, mariée au comte d'Espinois, a eu un fil mort aussi sans postérité. Pierre-Benoît épouse Caroline de Nenny, dont il a eu une fille, la dernière du nom Desandrouin. Elle épouse le comte de Liédekerke-Beaufort, lieutenant-colonel au service de France, plus tard conservateur des eaux et forêts, puis membre des États-généraux, Maréchal du palais et Intendant royaux dans les Pays-Bas. De ce mariage naissent deux enfants encore vivants en 1850 : l'un, M. le comte de Liédekerke-Beaufort, sous-préfet de l'Empire et successivement ambassadeur du roi des Pays-Bas auprès de la Confédération suisse, le Saint-Siège et la Cour de Sardaigne, membre de plusieurs ordres, retiré au milieu du XIXe siècle à Namur ; l'autre, madame Ermeline-Maximilienne-Sophie comtesse de Liédekerke, veuve de M. le comte de Cunchy, habite le château de Villers-sur-Lesse, province de Namur, à laquelle a été attaché le titre de vicomte accordé à Gédéon Desandrouin.
M. de Liédekerke a un fils, membre de la Chambre des représentants de Belgique, et une fille, madame la baronne de Béekman. Madame de Cunchy, dont le mari a été officier supérieur de cavalerie de l'ex-garde royale de France, a trois fils, dont deux nés à Hardinghem.

### Arbre généalogique abrégé
|  |  |  |  |                                                             |                                                             | Gédéon Desandrouin (1640 ?-1735)                            | Gédéon Desandrouin (1640 ?-1735)                            | Gédéon Desandrouin (1640 ?-1735)                            | Gédéon Desandrouin (1640 ?-1735)                            | Gédéon Desandrouin (1640 ?-1735)  | Gédéon Desandrouin (1640 ?-1735)  |                                   |                                   |                          |                          |                          |                          | x 1680 par contrat à Gosselies Marie de Condé (1656-1741) | x 1680 par contrat à Gosselies Marie de Condé (1656-1741) | x 1680 par contrat à Gosselies Marie de Condé (1656-1741)      | x 1680 par contrat à Gosselies Marie de Condé (1656-1741)      | x 1680 par contrat à Gosselies Marie de Condé (1656-1741)      | x 1680 par contrat à Gosselies Marie de Condé (1656-1741)      |                                                                |                                                                |                                  |                                  |                                        |                                        |                                        |                                        |                                        |                                        |                                      |                                      |                                             |                                             |                                             |                                             |                                             |                                             |                           |                           |                           |                           |  |  |                  |                  |                  |                  |                  |                  |
|  |  |  |  |                                                             |                                                             | Gédéon Desandrouin (1640 ?-1735)                            | Gédéon Desandrouin (1640 ?-1735)                            | Gédéon Desandrouin (1640 ?-1735)                            | Gédéon Desandrouin (1640 ?-1735)                            | Gédéon Desandrouin (1640 ?-1735)  | Gédéon Desandrouin (1640 ?-1735)  |                                   |                                   |                          |                          |                          |                          | x 1680 par contrat à Gosselies Marie de Condé (1656-1741) | x 1680 par contrat à Gosselies Marie de Condé (1656-1741) | x 1680 par contrat à Gosselies Marie de Condé (1656-1741)      | x 1680 par contrat à Gosselies Marie de Condé (1656-1741)      | x 1680 par contrat à Gosselies Marie de Condé (1656-1741)      | x 1680 par contrat à Gosselies Marie de Condé (1656-1741)      |                                                                |                                                                |                                  |                                  |                                        |                                        |                                        |                                        |                                        |                                        |                                      |                                      |                                             |                                             |                                             |                                             |                                             |                                             |                           |                           |                           |                           |  |  |                  |                  |                  |                  |                  |                  |
|  |  |  |  |                                                             |                                                             |                                                             |                                                             |                                                             |                                                             |                                   |                                   |                                   |                                   |                          |                          |                          |                          |                                                           |                                                           |                                                                |                                                                |                                                                |                                                                |                                                                |                                                                |                                  |                                  |                                        |                                        |                                        |                                        |                                        |                                        |                                      |                                      |                                             |                                             |                                             |                                             |                                             |                                             |                           |                           |                           |                           |  |  |                  |                  |                  |                  |                  |                  |
|  |  |  |  |                                                             |                                                             |                                                             |                                                             |                                                             |                                                             |                                   |                                   |                                   |                                   |                          |                          |                          |                          |                                                           |                                                           |                                                                |                                                                |                                                                |                                                                |                                                                |                                                                |                                  |                                  |                                        |                                        |                                        |                                        |                                        |                                        |                                      |                                      |                                             |                                             |                                             |                                             |                                             |                                             |                           |                           |                           |                           |  |  |                  |                  |                  |                  |                  |                  |
|  |  |  |  | x 1732 Marie-Charlotte de Houelle de Pommeray († 20-9-1734) | x 1732 Marie-Charlotte de Houelle de Pommeray († 20-9-1734) | x 1732 Marie-Charlotte de Houelle de Pommeray († 20-9-1734) | x 1732 Marie-Charlotte de Houelle de Pommeray († 20-9-1734) | x 1732 Marie-Charlotte de Houelle de Pommeray († 20-9-1734) | x 1732 Marie-Charlotte de Houelle de Pommeray († 20-9-1734) |                                   |                                   | Jean-Jacques (1681-1761)          | Jean-Jacques (1681-1761)          | Jean-Jacques (1681-1761) | Jean-Jacques (1681-1761) | Jean-Jacques (1681-1761) | Jean-Jacques (1681-1761) |                                                           |                                                           | x 1736 Jourdaine-Madeleine-Julie le Tirant de Villers († 1805) | x 1736 Jourdaine-Madeleine-Julie le Tirant de Villers († 1805) | x 1736 Jourdaine-Madeleine-Julie le Tirant de Villers († 1805) | x 1736 Jourdaine-Madeleine-Julie le Tirant de Villers († 1805) | x 1736 Jourdaine-Madeleine-Julie le Tirant de Villers († 1805) | x 1736 Jourdaine-Madeleine-Julie le Tirant de Villers († 1805) |                                  |                                  | Jean-Pierre dit de Noëlles (1686-1764) | Jean-Pierre dit de Noëlles (1686-1764) | Jean-Pierre dit de Noëlles (1686-1764) | Jean-Pierre dit de Noëlles (1686-1764) | Jean-Pierre dit de Noëlles (1686-1764) | Jean-Pierre dit de Noëlles (1686-1764) |                                      |                                      | François-Joseph dit de Longbois (1695-1731) | François-Joseph dit de Longbois (1695-1731) | François-Joseph dit de Longbois (1695-1731) | François-Joseph dit de Longbois (1695-1731) | François-Joseph dit de Longbois (1695-1731) | François-Joseph dit de Longbois (1695-1731) |                           |                           |                           |                           |  |  |                  |                  |                  |                  |                  |                  |
|  |  |  |  | x 1732 Marie-Charlotte de Houelle de Pommeray († 20-9-1734) | x 1732 Marie-Charlotte de Houelle de Pommeray († 20-9-1734) | x 1732 Marie-Charlotte de Houelle de Pommeray († 20-9-1734) | x 1732 Marie-Charlotte de Houelle de Pommeray († 20-9-1734) | x 1732 Marie-Charlotte de Houelle de Pommeray († 20-9-1734) | x 1732 Marie-Charlotte de Houelle de Pommeray († 20-9-1734) |                                   |                                   | Jean-Jacques (1681-1761)          | Jean-Jacques (1681-1761)          | Jean-Jacques (1681-1761) | Jean-Jacques (1681-1761) | Jean-Jacques (1681-1761) | Jean-Jacques (1681-1761) |                                                           |                                                           | x 1736 Jourdaine-Madeleine-Julie le Tirant de Villers († 1805) | x 1736 Jourdaine-Madeleine-Julie le Tirant de Villers († 1805) | x 1736 Jourdaine-Madeleine-Julie le Tirant de Villers († 1805) | x 1736 Jourdaine-Madeleine-Julie le Tirant de Villers († 1805) | x 1736 Jourdaine-Madeleine-Julie le Tirant de Villers († 1805) | x 1736 Jourdaine-Madeleine-Julie le Tirant de Villers († 1805) |                                  |                                  | Jean-Pierre dit de Noëlles (1686-1764) | Jean-Pierre dit de Noëlles (1686-1764) | Jean-Pierre dit de Noëlles (1686-1764) | Jean-Pierre dit de Noëlles (1686-1764) | Jean-Pierre dit de Noëlles (1686-1764) | Jean-Pierre dit de Noëlles (1686-1764) |                                      |                                      | François-Joseph dit de Longbois (1695-1731) | François-Joseph dit de Longbois (1695-1731) | François-Joseph dit de Longbois (1695-1731) | François-Joseph dit de Longbois (1695-1731) | François-Joseph dit de Longbois (1695-1731) | François-Joseph dit de Longbois (1695-1731) |                           |                           |                           |                           |  |  |                  |                  |                  |                  |                  |                  |
|  |  |  |  |                                                             |                                                             |                                                             |                                                             |                                                             |                                                             |                                   |                                   |                                   |                                   |                          |                          |                          |                          |                                                           |                                                           |                                                                |                                                                |                                                                |                                                                |                                                                |                                                                |                                  |                                  |                                        |                                        |                                        |                                        |                                        |                                        |                                      |                                      |                                             |                                             |                                             |                                             |                                             |                                             |                           |                           |                           |                           |  |  |                  |                  |                  |                  |                  |                  |
|  |  |  |  |                                                             |                                                             |                                                             |                                                             |                                                             |                                                             |                                   |                                   |                                   |                                   |                          |                          |                          |                          |                                                           |                                                           |                                                                |                                                                |                                                                |                                                                |                                                                |                                                                |                                  |                                  |                                        |                                        |                                        |                                        |                                        |                                        |                                      |                                      |                                             |                                             |                                             |                                             |                                             |                                             |                           |                           |                           |                           |  |  |                  |                  |                  |                  |                  |                  |
|  |  |  |  |                                                             |                                                             |                                                             |                                                             | Pierre-Jacques-Gédéon (1733-1808)                           | Pierre-Jacques-Gédéon (1733-1808)                           | Pierre-Jacques-Gédéon (1733-1808) | Pierre-Jacques-Gédéon (1733-1808) | Pierre-Jacques-Gédéon (1733-1808) | Pierre-Jacques-Gédéon (1733-1808) |                          |                          | Marie-Madeleine-Sophie   | Marie-Madeleine-Sophie   | Marie-Madeleine-Sophie                                    | Marie-Madeleine-Sophie                                    | Marie-Madeleine-Sophie                                         | Marie-Madeleine-Sophie                                         |                                                                |                                                                | Jean-Marie Stanislas (1738-1821)                               | Jean-Marie Stanislas (1738-1821)                               | Jean-Marie Stanislas (1738-1821) | Jean-Marie Stanislas (1738-1821) | Jean-Marie Stanislas (1738-1821)       | Jean-Marie Stanislas (1738-1821)       |                                        |                                        | François-Joseph-Théodore (1740-1801)   | François-Joseph-Théodore (1740-1801)   | François-Joseph-Théodore (1740-1801) | François-Joseph-Théodore (1740-1801) | François-Joseph-Théodore (1740-1801)        | François-Joseph-Théodore (1740-1801)        |                                             |                                             | Pierre-Benoît (1743-1811)                   | Pierre-Benoît (1743-1811)                   | Pierre-Benoît (1743-1811) | Pierre-Benoît (1743-1811) | Pierre-Benoît (1743-1811) | Pierre-Benoît (1743-1811) |  |  | Pierre-Alexandre | Pierre-Alexandre | Pierre-Alexandre | Pierre-Alexandre | Pierre-Alexandre | Pierre-Alexandre |

### Blason
| Blason | Blasonnement : de gueules, à trois fouines l'une sur l'autre d'or ; deux lions léopardés d'or, armés et lampassés de gueules pour supports. de gueules, à trois furets passants d'or posés l'un sur l'autre. Supports : deux lions d'or armés et lampassés de gueules. Commentaires : Les armes de la famille Desandrouin varient en fonction des auteurs. |